# عباس حسینی کاشانی
سید عباس حسینی کاشانی (۱۳۸۹–۱۳۰۹ خورشیدی) به دلیل انتساب آباء و اجدادش به کاشان، کاشانی نامیده می‌شد. وی در ۱۸ سالگی به درجه اجتهاد رسید.

## زندگی
وی در تاریخ ۱۷ ربیع‌الاول ۱۳۴۹ ق (۱۳۰۹ خورشیدی) همزمان با سالروز ولادت پیامبر اسلام، در کربلا متولد شد و در ۱۴۳۱ ق (تیرماه ۱۳۸۹ خورشیدی) فوت کرد و در حرم فاطمه معصومه به خاک سپرده شد. پدرش «سید علی اکبر حسینی کاشانی» بود.
سید عباس حسینی کاشانی در زندگی‌نامه خودنوشت چنین می‌گوید:
«جد پدری من آقا سید محمدمهدی حسینی کاشانی از مراجع بزرگ اسلام و شاگرد میرزای شیرازی بود و بسیاری از کتب ایشان ـ در فقه، اصول و فلسفه ـ در کتابخانه من موجود است. ضمن اینکه بسیاری از شاگردان ایشان هم از مراجع تقلید شدند و پدر من هم شاگرد ایشان بود.
جد مادری‌ او  سید محمدصادق اصفهانی (معروف به خاتون‌آبادی) بود که از اکابر عظمای شیعه بودند و در تخت فولاد اصفهان مقبره‌ای ارزنده دارند و بسیار مورد زیارت دوستداران هستند. نوه دیگر آن عالم بزرگ که واقعاً مظلوم و ناشناخته ماندند جناب آقای سیدمحمد حسینی بهشتی بود که پسر خاله من بودند و من هنوز معقتدم اگر ایشان وارد سیاست نمی‌شد از علمای بزرگ دوران بود. آنقدر که سید روح‌الله خمینی  به ایشان علاقه‌مند بودند کم‌نظیر بود. شاید قضا و قدر چنین بود که بیش از این در دنیا نباشند و به آن وضع فجیع به شهادت برسند. ضمناً این را هم بگویم ـ وجداناًً هم می‌گویم نه تعصباً ـ که باطنی غیر از ظاهر داشت و شب‌ها مشغول عبادت بود و گریه‌ها می‌کرد و شاید عظمت ایشان در این بود که بیش از این شناخته نشود.
سید ابوالقاسم کاشانی (رهبر نهضت ملی شدن صنعت نفت) هم پسر عموی ما بودند. ایشان هم خیلی ملاّ بود و اگر در سیاست وارد نمی‌شد یکی از متکلمین بزرگ می‌شد. ایشان شاگرد آخوند خراسانی بود ودر درس ایشان زیاد اظهار مطلب می‌کرد. آقا ابوالقاسم به تمام معنا یک آقازاده بود؛ پدرش  سید مصطفی کاشانی مرجع تقلید بزرگی بود که در حرم موسی بن جعفر یک اتاق دارد. خودش هم در حرم حضرت عبدالعظیم (ع) دفن است.»
سید عباس کاشانی در زمان صدام حسین، به دستور وی از عراق اخراج شد.

## تحصیلات
آقا سید عباس در حوزه‌های علمیه مشهور کربلا و نجف به کسب معارف دینی همت گماشت و در سن ۱۸ سالگی به درجه اجتهاد رسید؛ در سن ۲۰ سالگی از سید علی قاضی بهره برد. سیدعباس کاشانی به مدت هفت سال از سید علی قاضی تلمذ نموده‌اند ومعظم له اجازه اجتهاد ازایشان دارند. این استاد اخلاق و عرفان، اساتید دیگر او  سید محمد هادی میلانی و سید ابوالقاسم خویی و میر سید علی بهبهانی می باشند
ایشان حافظه بسیار خوب و عجیبی داشتند و خاطرات ناب و ناگفته ای از علما و بزرگان نجف و کربلا ذکر می‌کردند و مطالب علمی را در ذهنشان به خوبی ضبط کرده بود

و از ایشان و از سید محمدرضا گلپایگانی و سید عبدالهادی شیرازی اجازه کتبی اجتهاد داشت.
سیدحسین بروجردی موقع ورود به کربلا به دیدار او می‌رفت. سید شهاب الدین مرعشی نجفی به ایشان لقب ایوب العلما داده بودند . وی حافظه بسیار خوب و عجیبی داشت و خاطرات ناب و ناگفته‌ای از علما و بزرگان نجف و کربلا ذکر می‌کرد و مطالب علمی را در ذهنش به خوبی ضبط کرده و با بارور کردن آن‌ها به شاگردانش آموزش می‌داد.

## آثار
کاشانی کتب بسیاری را به رشته تحریر درآورده است و بیش از ۲۶۰ کتاب دست‌نویس از وی موجود است، از کتاب‌های او می‌توان به موارد زیر اشاره کرد:
- «المخازن»، شامل بسیاری از علوم و فنون، مطالب گوناگون و متنوع سودمند دیگر از قبیل تاریخ تفسیر روایات، دعوات، ختومات و علوم غریبه است.[۷]
- «مصابیح الجنان»، کتاب دیگری از او است شامل دعاها و زی‍ارت‍ن‍ام‍ه‌ه‍ا، که هم‌اکنون در سه کشور ایران، کویت و لبنان چاپ و منتشر شده‌است.
- «نابغه بزرگ اسلام»، در اص‍ول ف‍ق‍ه ش‍ی‍ع‍ه که در ک‍ن‍گ‍ره ج‍ه‍ان‍ی ب‍زرگ‍داش‍ت دوی‍س‍ت‍م‍ی‍ن س‍ال‍گ‍رد ت‍ول‍د شیخ انصاری منتشر گردید.[۸]
- «منهاج الجنان فی اعمال شهر رمضان»
- «حدائق الانس فی نوادر العرب و الفرس»
- «ال‍ب‍ش‍ائ‍ر و ال‍غ‍ف‍ران ف‍ی‍م‍ا ی‍خ‍ص ل‍ی‍ل‍ه ال‍ن‍ص‍ف م‍ن ش‍ع‍ب‍ان»[۹]
- ترجمه «احکام‌الشریعه فی تقویم‌الشیعه»[۱۰]
- س‍ی‍م‍ای ک‍وف‍ه از ن‍ظر م‍ذه‍ب‍ی[۱۱]
- م‍ن‍ت‍خ‍ب ت‍ق‍وی‍م ال‍ش‍ی‍ع‍ه، در اعمال السنه[۱۲]
- م‍وج‍ز اح‍ک‍ام‌ال‍ص‍وم[۱۳]
- الرضوان فی تفسیرالقرآن )۳۰ جلد
- (/ معجم اعلام الشیعه )۱۱۰ جلد
- (/ الموت/ المطایبات/ عجائب المخلوقات/ حدائق الانس )۵ جلدی عربی و فارسی
- (/ منهاج الحاج/ الرضا)ع
- (/ الترجمت  تقویم الشیعه/ الامامت  عندالشیعه/ مصابیح الجنان: ادعیه و زیارات )1جلدی عربی و فارسی
- (/ الترجمت  مصابیح الجنان/ منهاج الجنان: الادعیت  والممارست  الکاملت  لشهر رمضان )1جلدی عربی
- (/ دلیل الصائم
- الخمس
- الزکات
- الاحتکار فی الاسلام
- عقائدالشیعه
- فلسفة الاحکام
- کشکول کاشانی
- طبقات الاعلام و هی موسوعت  کبری )در چندین جلد
- ریاض الانس  2جلد  المخازن
- فرائض الاسلام
- ارشاد اهل القبله
- التلفزیون الکوفت
- التوجیه من اهل القبله:( مدینت  الکوفت  - المساجد والأفراد/ اسم المدینت  )1جلدی
- تقویم العش للشیعت : فی الأیام والشهور
- البشائر والغفزان: ادعیه و فضائل نصف شعبان
- موجز احکام الصوم
- الصیام فی الاسلام
- الاشراف علی مسائل الاعتکاف
- اعرف احکام دینک
- توضیح الشکوک
- هکذاالصلات
- الاسلام فی اصوله و فروعه
- شذرات من اصول الاسلام
- دلیل العاکف
- رسالت الصیام
- حقائق عن اسلام
- القصیدت العلویه
- المساجلات
- احکام الشکوک
- الشیعه
- ارث الشیعه
- احکام النساء
- الاخلاق
- المسائل الفقهیه
- اصول الاجتهاد
- الحجاب والتبرج
- الجهاد فی الاسلام
- الربا فی الاسلام
- احکام الشریعت  فی مذهب الشیعه
- المنطق
- اصول الفقه
- فقه الشیعه
- سیرت  خلفاءالرسول ص
- الخلافت  فی الاسلام
- عقیلت الوحی زینب الکبری (س)
- رسالت  فی احکام الوقف
- المعاملات فی الاسلام
- الالفیه فی النحو
- الالفیه فی الفقه
- قبسات فی ادب العرب
- قبسات فی ادب الفرس
- الشجرت  المبارکه
- انوارالبدر فیما یتعلق بلیالی القدر
- القصاص فی الاسلام
- احکام الوقف الذری
- حلیت المرتلین فی تجویدالقرآن المبین
- ضیاءالعین فیما یتعلق بمولی الکونین امام حسین (ع)
- تحفه عباسی
- منتخب تقویم الشیعه
- اخلاق عندالشیعه
- ابوطالب والاسلام
- لؤلؤ و مرجان یا اعمال شب نیمه شعبان
- منتخب مصابیح الجنان.

وی مطالب بسیاری در رد وهابیت به زبان عربی نگاشته است. وی تألیفات متعددی دیگری داشته که به دلایل مختلف در ایران به چاپ نرسیده است. تفسیر قرآن از جمله تألیفات اوست که بنا به وصیتش پس از مرگش منتشر شود.